# Anne Goffin
Anne Gofin (Aarlen, 23 januari 1957) is een Belgisch voormalig schutster.

## Levensloop
Gofin nam deel aan drie Olympische Zomerspelen, met name in 1976, 1988 en 1992. Op de Spelen van 1976 te Montreal nam ze deel in het onderdeel 'pistool, 50 meter', waarbij ze op een 43e plaats in de eindrangschikking strandde. Op de Spelen van 1988 te Seoel en 1992 te Barcelona nam ze deel aan de onderdelen 'pistool, 25 meter' en 'luchtpistool 10 meter'. Haar beste rangschikking in beide onderdelen behaalde ze er in 1988 met een vierde plaats (luchtpistool) en twaalfde plaats (pistool). In 1992 werd ze er respectievelijk 15e (luchtpistool) en 39e (pistool).
Ze nam eenmaal deel aan de wereldkampioenschappen (1987) en vijfmaal aan de Europese kampioenschappen (1975, 1976, 1987, 1990 en 1991). Op het WK van 1987 te Boedapest behaalde ze brons op het onderdeel 'luchtpistool, 10 meter' en op het EK van 1987 te Bratislava zilver op dit onderdeel. Op het EK van 1976 te Parijs werd ze vierde en in 1975 te Londen en 1990 te Arnhem eindigde ze er op de vijfde plaats. Op het EK van 1991 te Bologna werd ze achtste in de eindrangschikking van het onderdeel 'pistool, 25 meter'.
Tweemaal behaalde ze zilver in een wereldbeker-wedstrijd, met name in 1988 te Mexico-Stad en in 1987 te München. In de finale van de wereldbeker van 1988 te München ten slotte eindigde ze 4e.